# Table d’Hôte
Table d’Hôte (IPA: [ˌtabləˈdoːt], anhörenⓘ; im Französischen wörtlich für „Tisch des Gastgebers“) ist ein Begriff, der in der Gastronomie verwendet wird, um eine kleine, feste Karte zu beschreiben, die ein Menü anbietet, in dem kaum Abweichungen möglich sind. Der Preis dafür ist fix. Das „Mittagsmenü“ oder der „Business-Lunch“ in vielen Restaurants sind eigentlich typische, moderne Ausformungen einer table d’hôte – wie auch die festen Menüs in den halbprivaten Supper Clubs. Das Gegenteil ist der Begriff „à la carte“: Die Gäste können sämtliche Gerichte aus der Speisekarte wählen und den Menüablauf selbst bestimmen.

## Landestypische Ausformungen
In Frankreich bezieht sich der Ausdruck table d’hôte meist auf das gastronomische Angebot des chambre d’hôte, was am besten mit Fremdenzimmer oder Bed and Breakfast übersetzt werden kann. Oft sitzen die Gäste gemeinsam, auch mit den Gastgebern an einem Tisch, um morgens das Frühstück und abends ein kleines Menü aus Vorspeise, Hauptgericht und Dessert einzunehmen. Es handelt sich meist um gute, regionale Hausmannsküche, der Preis dafür ist meist in den Übernachtungskosten inbegriffen.
In Spanien besteht ein Menú oder ein Menú del día gewöhnlich aus Vorspeise, Hauptgang, Brot und einem Getränk. Man kann zum Abschluss zwischen Kaffee oder einem Dessert wählen.
In den Vereinigten Staaten bieten viele Restaurants an den Feiertagen Menüs zu einem prix fixe, etwa an Thanksgiving, am Valentinstag oder auch an Ostern, wenn es zum Brauch gehört, dass ganze Familien miteinander ausgehen.
In Japan gibt es eine ähnliche Gewohnheit, die als teishoku (定食) bezeichnet wird. Darunter wird ebenfalls ein festes Menü verstanden, zusätzlich werden kleine Teller mit eingelegtem Gemüse oder Misosuppe serviert.